# Reinel Llanos Murcia
Reinel Llanos Murcia (Campoalegre, Huila, Colombia, 29 de mayo de 1965) es un artista plástico (pintor y fotógrafo), y catedrático egresado de la Universidad Surcolombiana y Universidad del Tolima. Su obra gira en torno a la fotografía artística.
Es el décimo hijo del matrimonio entre Claudina Murcia Hernández  y Benjamín Llanos Luna. En 1971 se traslada con sus padres y hermanos a Neiva, la capital opita en donde realizó sus estudios de primaria. En esta etapa surge su  interés por el dibujo y en bachillerato afianza su decisión por las artes, luego continúa su preparación en la Universidad del Tolima  y posteriormente en la Universidad Surcolombiana enfocado en carreras artísticas.

## Estudios
Estudió en la Universidad del Tolima como tecnólogo en dibujo arquitectónico e ingeniería  y  se graduó en 1988 con tesis meritoria por su labor académica. En 1996 se licencia en artes visuales en la Universidad Surcolombiana de Neiva. Continúa preparándose en el área de la fotografía con talleres, seminarios y cursos. En 1998 se radica en Neiva, Huila, ciudad donde se dedica a trabajar en su estudio fotográfico y como catedrático en la Universidad Surcolombiana, Universidad Cooperativa de Colombia, Servicio Nacional de Aprendizaje (SENA) y  en la Corporación Universitaria Nacional CUN.

## Obra
Llanos Murcia, es también pintor y en sus primeros años se dedicó a la técnica de la acuarela, sin embargo es más conocido como fotógrafo, ya que realiza fotografías desde los 12 años. La obra fotográfica de Reinel se ha centrado en el desnudo y el retrato artístico, temas con los que logra captar  la belleza y el espíritu de los personajes, características que destacan la esencia de su trabajo. Según el crítico de arte español Francisco Arroyo Ceballos: “En las obras de Reinel Llanos Murcia es una constante la fusión del paisaje huilense, elementos propios de la cultura regional y el desnudo humano; en sus imágenes se percibe la paz, tranquilidad y amor, la combinación perfecta e identidad de una obra artística” 

## Exposiciones
De su trabajo como fotógrafo ha realizado 12 exposiciones destacando siempre la figura humana con alto nivel artístico. Controversiales, con una visión humana. Destacan obras como las fotos que tomó a la modelo Clara Soto en la catedral de Neiva que generaron escándalo y fueron noticia internacional. Exposiciones con temática erótica como;  "Día de Muertos" en la Galería de arte Frida Kahlo  "La piel del Huila", con personajes de la vida pública y artistas conocidos de la región opita, la muestra se presentó en el Museo de Arte Contemporáneo del Huila en el año 2013, "Eros Luna y Sol", "Magia-Eros", "Erosión",entre otras exposiciones.

## Logros
Por su trabajo fotográfico Llanos Murcia ha recibido varios reconocimientos:
- 1996 Primer Premio fotografía ecológica- Otorgado por Asdea Nacional, ciudad de Cúcuta, Santander – Colombia.
- 1997 Primer premio en el I salón de Arte Joven, Alcaldía de Neiva, Huila Colombia.
- 1997 Primer premio de fotografía, concurso de Discovery Chanel, entregado en Miami, La Florida Estados Unidos.
- 1998 Beca Foncultura, Fondo mixto de cultura del Huila, Neiva.
- 1998,1999, 2001, 2006, 2013 Primer  lugar con la propuesta del afiche de promoción del Reinado Nacional del Bambuco, Neiva Huila - Colombia.[16][17][18][19][20][21]
- 1998 Primer premio del Segundo Salón de Artistas huilenses, Instituto de cultura, Neiva, Huila Colombia
- 2001 Mención de honor Primer salón de artes visuales realizado en la Universidad Surcolombiana, sede Neiva Huila.
- 2004 Mención de honor otorgado por el Museo de arte del Tolima.
- 2019 Premio excelencia,[22] entregado por el Concejo del municipio de Campoalegre Huila.

Se encuentra radicado desde hace 30 años en la ciudad de Neiva donde tiene su estudio y participa activamente en actividades culturales y artísticas de la región.